# Hermann Fehr (Politiker, 1941)

Hermann Fehr (1990)

Hermann Willy Fehr (* 30. Juni 1941 in Basel) ist ein Schweizer Politiker (SP), der bis 1997 als solcher aktiv war.

## Politische Karriere
Hermann Fehr zog nach Abschluss seines Studiums an der HSG St. Gallen 1966 nach Biel. Hier stieg er rasch in der politischen Hierarchie nach oben. Ab 1971 war er Mitglied des Stadtrates (Parlament). Im Jahre 1972 wurde er Mitglied des Grossen Rates des Kantons Bern und blieb dies bis zu seiner Wahl in den Nationalrat im Oktober 1983. Im Herbst 1973 wurde Fehr als Nachfolger des tödlich verunglückten Walter Gurtner in den Gemeinderat (Regierung) der Stadt Biel gewählt und übte bis Ende 1976 die Funktion des Baudirektors aus. Im November 1976 wurde er zum vierten sozialdemokratischen Stadtpräsidenten von Biel gewählt. Diese Funktion übte er bis zum 31. Mai 1990 aus. In seine Amtszeit fiel eine grosse Strukturkrise in der Uhrenindustrie, welche in der Stadt Biel damals viele Arbeitsplätze kostete; aus diesem Grund rief Fehr bereits 1977, in seinem ersten Amtsjahr als Stadtpräsident, die städtische Wirtschaftsförderung ins Leben. Parallel zum Amt des Stadtpräsidenten wurde er im Oktober 1983 in den Nationalrat gewählt, dem er bis Ende Mai 1990, d. h. bis zu seiner Wahl in den Berner Regierungsrat, angehörte. Von Juni 1990 bis April 1997 war er Gesundheits- und Fürsorgedirektor des Kantons Bern und einer der massgeblichen Architekten des «Accord du 25 mars 1994» zwischen dem Kanton Bern und dem Kanton Jura unter Aufsicht des Bundes. Ende 1996 gab Hermann Fehr schweren Herzens aus gesundheitlichen Gründen seinen Rücktritt aus der bernischen Kantonsregierung per Ende April 1997 bekannt.

## Wirken nach Ende der politischen Karriere
Nach dem Ende seiner politischen Karriere wirkte er als Zentralpräsident des Schweizerischen Samariterbundes und als Mitglied des Rates des Schweizerischen Roten Kreuzes. In der letztgenannten Funktion war er massgeblich daran beteiligt, dass das seinerzeitige Zentrallaboratorium des Roten Kreuzes an die australische CSL Behring und nicht an Novartis verkauft wurde; dieser zu seiner Zeit nicht unumstrittene Entscheid wirkte sich positiv für den Wirtschaftsstandort Kanton Bern aus, denn seither hat CSL Behring massiv (> 1 Mia. CHF) in die Standorte Bern und Lengnau, ebenfalls im Kanton Bern, investiert.

## Familie / Herkunft
Sein Vater Hermann Fehr war für die SP von 1961 bis 1975 Ortsvorsteher in Ermatingen TG und während acht Jahren Mitglied des Grossen Rates des Kantons Thurgau. Sein Sohn Erich Fehr ist seit 2011 ebenfalls Stadtpräsident von Biel/Bienne. Sein Cousin, Hans-Jürg Fehr (* 1948), war Schaffhauser Nationalrat und Präsident der SP Schweiz.